# Місцеві вибори в Чернівецькій області 2020
Місцеві вибори в Чернівецькій області 2020 — чергові вибори чернівецького міського голови, вибори депутатів Чернівецької міськради, та вибори депутатів Чернівецької облради що пройшли 25 жовтня 2020 року.

## Вибори мера
На посаду мера Чернівців балотувались такі кандидати:
- Віталій Михайлішин — партія «Команда Михайлішина», депутат міськради Чернівців, колишній член Партії регіонів, балотувався на парламентських виборах 2019 від проросійської партії ОПЗЖ
- Олексій Каспрук — партія Пропозиція, у 2014—2018 — мер Чернівців, відсторонений більшістю депутатів за неналежне виконання обов'язків
- Микола Федорук — «Партія чернівчан», у 1998—2011 — міський голова Чернівців. Народний депутат Верховної Ради VII—VIII скл. (ВО «Батьківщина» та Народний фронт відповідно)
- Роман Клічук — партія «Єдина альтернатива», бізнесмен, власник ресторанного бізнесу та дистрибуційної компанії, депутат міськради у 2006—2010 від ВО «Батьківщина».
- Віталій Другановський — керівник обласної філії партії Слуга народу, бізнесмен, в минулому працював у податковій інспекції
- Василь Максимюк — кандидат від «Європейської солідарності», депутат міськради з 2015 року, до цього був директором «Буковинського ринку», учасник АТО, балотувався на виборах мера Чернівців 2010 року
- Михайло Яринич — балотується від партії «Народний контроль», лікар, депутат міської ради з 2015 року, кандидат в народні депутати 2019 року
- Любов Сорохан
- Олександр Болтунов
- Олексій Попович
- Василь Продан — партія «Рідне місто», в.о. мера Чернівців з 2018 року, ініціатор відсторонення з посади мера Каспрука, на той час — секретар міськради, зняв свою кандидатуру[2].
- Олександр Фищук — самовисуванець, голова Чернівецької ОДА у 2015—2018, нардеп ВРУ VII скликання від ВО «Батьківщина».
- Галина Жук — самовисуванка, кандидат у народні депутати 2019 року від партії «Сила і честь»
- Василь Дутчак — кандидат від партії «Наш край», до 2015 року — депутат міськради, екс-глава екоінспекції в Чернівцях
- Володимир Дідух-Кобзар — самовисуванець, кандидат в народні депутати 2019, член Слуги народу.
- Ілля Хочь — самовисуванець, консул Латвії в Чернівецькій області, екс-депутат міськради, керував БФ «Хесед Шушана».
- Юрій Ковалець — самовисуванець, активіст, голова організації «Ніхто, крім нас»
- Юрій Бурега — кандидат від ВО «Батьківщина», депутат міськради Чернівців з 2015 року, заступник мера міста з серпня 2020
- Руслан Цаплюк — партія «Сила і честь», підприємець, власник готельного комплексу
- Сергій Качмарський — партія «Побратими України», глава обласної філії партії, президент обласної Федерації пауерліфтингу, заступник керівника ГО «Чернівці — місто майбутнього»

## Перебіг подій та рейтинги

### Вибори міського голови
За попереднім соціологічним опитуванням чернівчан, у гонці мерів лідирують Роман Клічук і Віталій Михайлішин з результатами 16,7 % та 16,9 % відповідно. Третій у списку з невеликим відставанням колишній мер міста Олексій Каспрук з результатом 15,9 %.
Результати першого туру:

#### I тур
| Кандидат                                                  | %       | Голосів |
| --------------------------------------------------------- | ------- | ------- |
| 1. Роман Клічук («Єдина Альтернатива»)                    | 27,29 % | 15 350  |
| 2. Віталій Михайлішин («Команда Михайлішина»)             | 21,33 % | 11 998  |
| 3. Олексій Каспрук («Пропозиція»)                         | 18,23 % | 10 255  |
| 4. Віталій Другановський («Слуга народу»)                 | 9,87 %  | 5 552   |
| 5. Михайло Яринич («Громадський рух „Народний контроль“») | 5,19 %  | 2 919   |

#### II тур
Другий тур виборів мера міста пройшов 29 листопада 2020. Перемогу отримав Роман Клічук.
| Кандидат                                      | %       | Голосів |
| --------------------------------------------- | ------- | ------- |
| 1. Роман Клічук («Єдина Альтернатива»)        | 59,54 % | 25 529  |
| 2. Віталій Михайлішин («Команда Михайлішина») | 37,55 % | 16 100  |

## Вибори до обласної ради
| Місце | Партія                              | % голосів | Кількість голосів | Усього місць |
| ----- | ----------------------------------- | --------- | ----------------- | ------------ |
| 1     | Слуга народу                        | 15,06 %   | 31 354            | 12 / 64      |
| 2     | ВО «Батьківщина»                    | 11,12 %   | 23 149            | 9 / 64       |
| 3     | Єдина Альтернатива                  | 11,03 %   | 22 974            | 9 / 64       |
| 4     | Європейська Солідарність            | 10,67 %   | 22 217            | 9 / 64       |
| 5     | Аграрна партія України              | 7,26 %    | 15 114            | 9 / 64       |
| 6     | Громадський рух «Народний контроль» | 7,06 %    | 14 697            | 7 / 64       |
| 7     | Опозиційна платформа — За життя     | 6,91 %    | 14 384            | 6 / 64       |
| 8     | За Майбутнє                         | 6,06 %    | 12 631            | 6 / 64       |